# Шлезен (Шлезвиг-Холштајн)
Шлезен (њем. Schlesen) општина је у њемачкој савезној држави Шлезвиг-Холштајн. Једно је од 84 општинска средишта округа Плен. Према процјени из 2010. у општини је живјело 535 становника. Посједује регионалну шифру (AGS) 1057072.

## Географски и демографски подаци
Шлезен се налази у савезној држави Шлезвиг-Холштајн у округу Плен. Општина се налази на надморској висини од 34 метра. Површина општине износи 8,0 km². У самом мјесту је, према процјени из 2010. године, живјело 535 становника. Просјечна густина становништва износи 67 становника/km².